# 3071 Nesterov
3071 Nesterov (1973 FT1) là một tiểu hành tinh vành đai chính]] được phát hiện ngày 28 tháng 3 năm 1973, bởi T. Smirnova ở Nauchnyj. Nó được đặt theo tên Pyotr Nesterov, một phi công ở Lực lượng Không quân Hoàng gia Nga.